# Valerie Watson
Valerie Watson (Middlesbrough, 5 dicembre 1962) è un'ex cestista inglese.

## Carriera
Con l'Inghilterra ha disputato i Campionati europei del 1980.